# منطقه تل‌آویو
منطقه تل‌آویو یکی از ۷ منطقه اسرائیل می‌باشد. منطقه تل‌آویو از قسمت غرب با دریای مدیترانه و از قسمت شمال، جنوب و شرق با منطقه مرکزی همسایه می‌باشد. پایتخت این منطقه و گسترده ترین شهر آن تل‌آویو می‌باشد که به نام آن نامگذاری شده است. در منطقه یک نفا (واحد حکومتی) به اسم «نفت تل‌آویو» موجود می‌باشد که مساحت آن با منطقه، ناحیه مشترک دارد. این منطقه به سه منطقه های طبیعی تقسیم می گردد: تل آویو، رامات گان و هولون. در شاخص اطرافی، فاصله از منطقه تل‌آویو و دسترسی خودبه‌خودی تحت عنوان مقیاس های دفتر آمار مرکزی شرح داده شد.

## شهرها
- تل‌آویو (مرکز منطقه)
- بت یام
- بنی براک
- گیواتائیم
- خولون
- کریات اونو
- اور یهودا
- رمت گن
- رمت هشارون